# 411vm 44
411vm 44 je štiriinštirideseta številka 411 video revije in je izšla decembra 2000. Na naslovnici je JB Gillet. V tej številki se je prvič pojavil članek Pro setup, na koncu številke pa je posvetilo preminulemu Jay Bucku.

## Vsebina številke in glasbena podlaga
Glasbena podlaga je navedena v oklepajih.
- Openers Tosh Townend, Andy Bautista, Caswell Berry, Adelmo Jr., Renton Millar,  Rodrigo Teixeira, Kenny Huges, Soichiro Nakajima, Danny Garcia
- Chaos Samo amatreski rolkarji (Vast - Lady of Dreams, Vast - The Last One Alive)
- Day in the life Kris Markovich (THC - Kia Ora, Elliot - Drive on to me, Sharks Keep Moving - Try to Sleep, THC - Say Gin)
- Wheels of fortune Tosh Townend (The Enkindels - December by Chance)
- Main event Premiera filma Menikmati (Patchworks)
- Pro setup Bob Burnquist (Patchworks)
- Check up Rick McCrank (Beanfield - The Season)
- Rookies JB Gillet (Lunatic - Groupe sangain)
- Road trip Element po vzhodni obali ZDA, New Deal v Panami in Kostariki (CKY - Track 10, CKY - 96 Quite Bitter Beings, William Orbit - Cavalleria Rusticana, Reflection Eternal - Down for the Count)

Glasba v zaslugah je The Rentals - Overlee.